# Fiumi del Brasile
I maggiori fiumi del Brasile sono:
- Guaporé
- Jequitinhonha
- Macaé
- Mossoró
- Paraíba do Sul
- Paraná
  - Iguazu
  - Paraguay
  - Paranaíba
  - Paranapanema
    - Tibagi

  - Tietê
    - Piracicaba
    - Baquirivu-Guacu
- Pardo
- Parnaiba
- Oiapoque

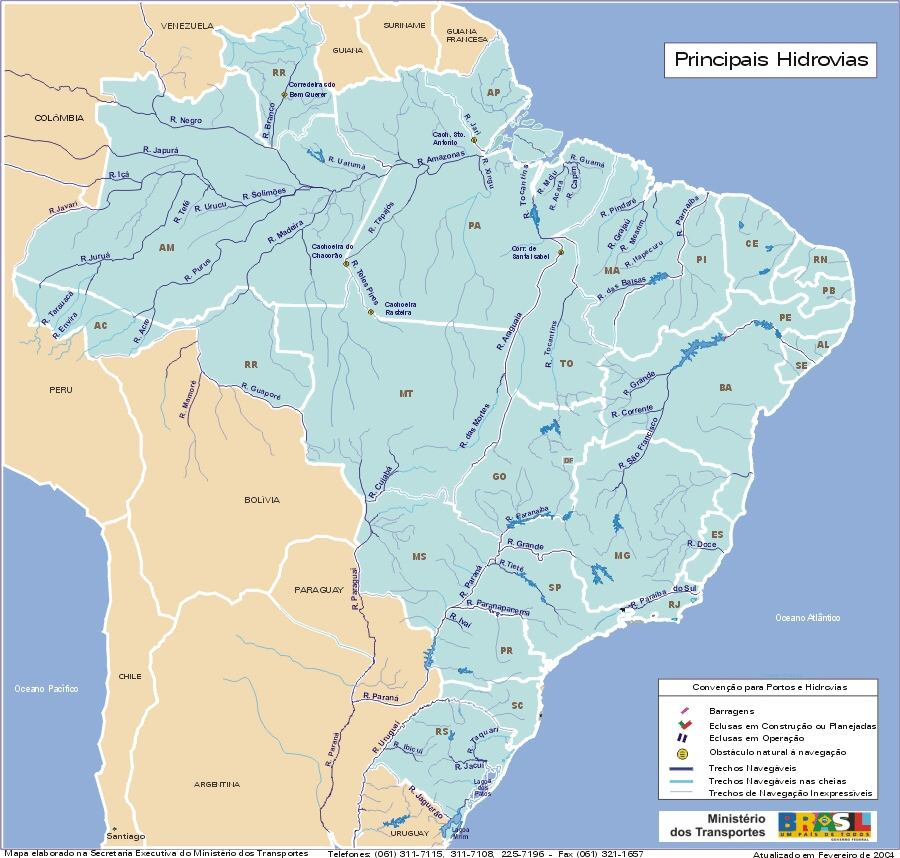
Cartina con indicazione dei maggiori corsi d'acqua navigabili del Brasile

- Rio delle Amazzoni (primo al mondo per lunghezza con i suoi 6 992 km)
  - Abacaxis
  - Jari
  - Javari
  - Madeira
    - Roosevelt

  - Jurua
  - Purus
    - Acre

  - Putumayo
  - Rio Negro
    - Japurá
    - Branco

  - Tapajós
    - Juruena

  - Tocantins
    - Araguaia

  - Xingu
    - Iriri
- São Francisco
  - Rio Grande
    - Rio Preto
      - Pajeú
- Taquarí
- Teles Pires
- Uruguay
- Rio Doce